# Marshall Amplification
Marshall Amplification es una empresa inglesa que se dedica a la fabricación de amplificadores para guitarras eléctricas. Los amplificadores Marshall son muy conocidos y valorados entre los guitarristas y son un símbolo junto con las guitarras Fender Stratocaster y Gibson Les Paul. Los amplificadores de alta gama de Marshall siguen usando preamplificadores y etapas de potencia a válvulas de vacío en vez de transistores de estado sólido, aunque también fabrica dispositivos más baratos con únicamente transistores o mixtos (híbridos). Se considera que la amplificación con válvulas de vacío da un tono más cálido que el de transistores, particularmente con distorsión.

## Historia
Marshall Amplification fue fundada a principio de la década de 1960 por Jim Marshall en una pequeña tienda de Hanwell, Londres. Los productos iniciales eran amplificadores de 45 vatios, muy similares en diseño y sonido a los que entonces fabricaba Fender. Estaban basados en el Fender Bassman, el cual era el favorito de Jim Marshall. En vez de usar cuatro altavoces de 10 pulgadas Jensen en una caja abierta por atrás como el Bassman, Marshall usó cuatro altavoces de 12 pulgadas Celestion en una caja cerrada que producen un sonido más completo y agresivo. Pronto los usuarios, incluidos Pete Townshend y John Entwistle de The Who, que buscaban volumen extra, llevaron a Marshall a diseñar el amplificador de 100 vatios clásico. Además, el cambio a las válvulas EL34 incremento la distorsión (overdrive). La imagen de Marshall creció cuando uno de sus amplificadores apareció en la cubierta del LP John Mayall's Bluesbreakers. A finales de los años 60, las distorsión de Marshall era la más utilizada por guitarristas como Eric Clapton, Jimi Hendrix y Jimmy Page. Los amplificadores de esta época, conocidos como "plexis" debido a que el panel frontal era de polimetilmetacrilato, 'plexiglas', ahora tienen un alto valor en el mercado de los coleccionistas. Mención especial entre los plexis merece el Marshall Major, utilizado por Ritchie Blackmore, que montaba válvulas KT-88 y que alcanzaba una potencia de 200 vatios.
Los amplificadores de 1970 en adelante pueden ser distinguidos fácilmente por su panel frontal de metal pulido. A mediados de los años 1970, Marshall introdujo la serie "Volume Master", afirmando que estos amplificadores podían lograr el mismo tono distorsionado de los productos anteriores, pero a un volumen menor. Este diseño fue idea de Tony Frank, quien trabajaba en la distrubidora norteamericana de Marshall, en Westbury, Nueva York. Esto fue logrado limitando la salida de la válvula en la etapa de preamplificación; aunque lamentablemente, el resultado es un tono distorsionado menos placentero. Marshall continúa ofreciendo los modelos anteriores, pero muchos guitarristas siguen diciendo que los modelos originales son mucho mejores. En 2004, Marshall comenzó a vender amplificadores cableados a mano, basados en modelos hechos en 1960, incluyendo el combo 18 W, cabezal y cajas 20 W, y el Super Lead 100 W. Todos estos intentan ser la mejor recreación actual posible de los modelos originales.
Según Rick Reinckens, Frank Kosinsky, ingeniero en jefe de la Unicord a fines de los años 1970, señala que los Marshalls fueron distribuidos en el Reino Unido en la década de 1970 con válvulas europeas, incluyendo las válvulas de salida KT-66. Unicord pensó que estos apenas podrían empujar la señal nominal, así que para los modelos de los Estados Unidos, Unicord los cambió por los tubos industriales 6550. Los 6550 fácilmente empujan la señal nominal pero Unicord se preocupó del hecho de que los transformadores de salida originales no podrían manejar este nivel de señal. Unicord, que empezó como fabricante de transformadores, rediseñó el transformador de salida para las unidades distribuidas en los Estados Unidos. Subsecuentemente, la Marshall de la U.K. adoptó el nuevo diseño para todos sus modelos.
Marshall es conocida por su control de tono de rango medio (mid-range), lo cual era poco común en los años 1970. Para Kosinsky, el diseño necesitaba un potenciometro de 20 kΩ, el cual era difícil de encontrar en la Gran Bretaña de esa época. Los potenciometros de 5 kΩ fueron sustituidos, el resultado fue que el control de rangos medios podía fácilmente "matar" a los altos también. Las unidades vendidas a los guitarristas conocidos fueron corregidas antes del envío. Además muchos guitarristas de renombre tenían los circuitos de control de tono hechos a medida.
Durante los años 1980 y 1990, Marshall continúa introduciendo nuevas series de amplificadores que ofrecen mayor ganancia y distorsión (Overdrive) a menor volumen. Sucesivamente, el JCM800 (muy popular en el Metal y Hard Rock), JCM900 y JCM2000. Marshall continua sosteniendo una posición líder en el mercado, y varios competidores (por ejemplo, Hiwatt, Sound City, Vox y Orange) desaparecen o se fusionan en los años 1970.